# Erythroxylum
Genre
Erythroxylum est un genre de plantes de la famille des Erythroxylaceae.

## Liste des espèces et sections
Selon BioLib (14 janvier 2020) :
- section Erythroxylum sect. Archerythroxylum Schulz
  - Erythroxylum argentinum O. E. Schulz
  - Erythroxylum coca Lam.
  - Erythroxylum cumanense Kunth
  - Erythroxylum glaucum O. E. Schulz
  - Erythroxylum haughtii W. A. Gentner
  - Erythroxylum havanense Jacq.
  - Erythroxylum hondense Kunth
  - Erythroxylum impressum O. E. Schulz
  - Erythroxylum mexicanum Kunth
  - Erythroxylum novogranatense (Morris) Hieron.
  - Erythroxylum reticulatum Northr.
  - Erythroxylum umbrosum Costa-Lima & M.Alves
  - Erythroxylum undulatum Plowman
  - Erythroxylum williamsii Standl. ex Plowman
- section Erythroxylum sect. Coelocarpus O. E. Schulz
  - Erythroxylum australe F. Muell.
  - Erythroxylum cuneatum (Miq.) Kurz
  - Erythroxylum ecarinatum Hochr.
  - Erythroxylum ellipticum R. Br. ex Benth.
  - Erythroxylum iwahigense Elmer
  - Erythroxylum kochummenii Ng
  - Erythroxylum latifolium Burck
  - Erythroxylum sarawakanum R.C.K. Chung
- section Erythroxylum sect. Rhabdophyllum Schulz
  - Erythroxylum acuminatum Ruiz & Pav.
  - Erythroxylum amazonicum Peyr.
  - Erythroxylum ayrtonianum Loiola & M. F. Sales
  - Erythroxylum citrifolium A. St.-Hil.
  - Erythroxylum compressum Peyr.
  - Erythroxylum deciduum A. St.-Hil.
  - Erythroxylum engleri O. E. Schulz
  - Erythroxylum fimbriatum Peyr.
  - Erythroxylum longisetulosum I. Loiola & M. F. Sales
  - Erythroxylum myrsinites Mart.
  - Erythroxylum nobile O. E. Schulz
  - Erythroxylum paraguariense (Chodat & Hassl.) O. E. Schulz
  - Erythroxylum passerinum Mart.
  - Erythroxylum pelleterianum A. St.-Hil.
  - Erythroxylum rufum Cav.
  - Erythroxylum timothei I. Loiola & M. F. Sales
- Erythroxylum acrobeles W. A. Gentner
- Erythroxylum acutum W. A. Gentner
- Erythroxylum affine A. St.-Hil.
- Erythroxylum alaternifolium A. Rich.
- Erythroxylum ambiguum Peyr.
- Erythroxylum amplum Benth.
- Erythroxylum andrei Plowman
- Erythroxylum anguifugum Mart.
- Erythroxylum apiculatum Diogo
- Erythroxylum areolatum L.
- Erythroxylum bangii Rusby
- Erythroxylum baracoense Borhidi
- Erythroxylum barbatum O. E. Schulz
- Erythroxylum bequaertii Standl.
- Erythroxylum betulaceum Mart.
- Erythroxylum bezerrae Plowman
- Erythroxylum bicolor O. E. Schulz
- Erythroxylum bradeanum O. E. Schulz
- Erythroxylum brennae D'Arcy & Schanen
- Erythroxylum brevipes DC.
- Erythroxylum buxus Peyr.
- Erythroxylum caatingae Plowman
- Erythroxylum campestre A. St.-Hil.
- Erythroxylum campinense Amaral
- Erythroxylum carthagenense Jacq.
- Erythroxylum cassinoides Planch. & Linden ex Triana & Planch.
- Erythroxylum cataractarum Spruce ex Peyr.
- Erythroxylum catharinense Amaral
- Erythroxylum cincinnatum Mart.
- Erythroxylum clarense Borhidi
- Erythroxylum coelophlebium Mart.
- Erythroxylum columbinum Mart.
- Erythroxylum confusum Britton
- Erythroxylum cordato-ovatum Huber
- Erythroxylum coriaceum Britton & P. Wilson
- Erythroxylum cryptanthum O. E. Schulz
- Erythroxylum cuneifolium (Mart.) O. E. Schulz
- Erythroxylum cuspidifolium Mart.
- Erythroxylum daphnites Mart.
- Erythroxylum densum Rusby
- Erythroxylum distortum Mart.
- Erythroxylum divaricatum Peyr.
- Erythroxylum flavicans Borhidi
- Erythroxylum foetidum Plowman
- Erythroxylum frangulifolium A. St.-Hil.
- Erythroxylum gaudichaudii Peyr.
- Erythroxylum glazioui O. E. Schulz
- Erythroxylum gonoclados (Mart.) O. E. Schulz
- Erythroxylum gracilipes Peyr.
- Erythroxylum grandifolium Peyr.
- Erythroxylum guanchezii Plowman
- Erythroxylum guatemalense Lundell
- Erythroxylum hamigerum O. E. Schulz
- Erythroxylum hypoleucum Plowman
- Erythroxylum incrassatum O. E. Schulz
- Erythroxylum jamaicense Fawcett & Rendle
- Erythroxylum kapplerianum Peyr.
- Erythroxylum laetevirens O. E. Schulz
- Erythroxylum lancifolium Peyr.
- Erythroxylum leal-costae Plowman
- Erythroxylum lenticellosum Huber
- Erythroxylum leptoneurum O. E. Schulz
- Erythroxylum ligustrinum DC.
- Erythroxylum lindemanii Plowman
- Erythroxylum lineolatum DC.
- Erythroxylum loefgrenii Diogo
- Erythroxylum longipes O. E. Schulz
- Erythroxylum loretense Plowman
- Erythroxylum rotundifolium Lunan
- Erythroxylum sinense Y. C. Wu
- Erythroxylum sobraleanum Loiola & L.S. Cordeiro
- Erythroxylum urbanii O.E. Schulz

Selon Catalogue of Life (14 janvier 2020) :
- Erythroxylum acrobeles Gentner
- Erythroxylum acuminatum Ruiz & Pav.
- Erythroxylum acutum Gentner
- Erythroxylum affine A. St.-Hil.
- Erythroxylum alaternifolium A. Rich.
- Erythroxylum amazonicum Peyr.
- Erythroxylum ambiguum Peyr.
- Erythroxylum amplifolium Baill.
- Erythroxylum amplum Benth.
- Erythroxylum andrei T. Plowman
- Erythroxylum angelicae Loiola
- Erythroxylum anguifugum C. Martius
- Erythroxylum annamense Tardieu
- Erythroxylum areolatum L.
- Erythroxylum argentinum O. E. Schulz
- Erythroxylum armatum R. Oviedo Prieto & A. Borhidi
- Erythroxylum arrojadoi O. E. Schulz
- Erythroxylum australe F. Müll.
- Erythroxylum ayrtonianum Loiola & M. F. Sales
- Erythroxylum banaoense Oviedo
- Erythroxylum bangii Rusby
- Erythroxylum baracoense A. Borhidi
- Erythroxylum barbatum O. E. Schulz
- Erythroxylum bequaertii Standl.
- Erythroxylum betulaceum Mart.
- Erythroxylum bezerrae T. Plowman
- Erythroxylum bicolor O. E. Schulz
- Erythroxylum boinense H. Perrier
- Erythroxylum boivinianum Baill.
- Erythroxylum bradeanum O. E. Schulz
- Erythroxylum brennae D' Arcy & Schanen
- Erythroxylum brevipes DC.
- Erythroxylum buxifolium Lam.
- Erythroxylum buxus Peyr.
- Erythroxylum caatingae T. Plowman
- Erythroxylum calyptratum Komada & Tagane
- Erythroxylum cambodianum Pierre
- Erythroxylum campestre A. St.-Hil.
- Erythroxylum campinense A. Amaral
- Erythroxylum capitatum Baker
- Erythroxylum cassinoides Planch. & Linden ex Triana & Planch.
- Erythroxylum cataractarum Spruce ex Peyr.
- Erythroxylum catharinense A. Amaral
- Erythroxylum cincinnatum Mart.
- Erythroxylum citrifolium A. St.-Hil.
- Erythroxylum clarense A. Borhidi
- Erythroxylum coca Lam.
- Erythroxylum coelophlebium Mart.
- Erythroxylum coffeifolium Baill.
- Erythroxylum cogolloi Jara
- Erythroxylum columbinum Mart.
- Erythroxylum compressum Peyr.
- Erythroxylum confusum Britton
- Erythroxylum cordato-ovatum Huber
- Erythroxylum coriaceum Britton & P. Wils.
- Erythroxylum corymbosum Boivin ex Baill.
- Erythroxylum couveleense Guillaumin
- Erythroxylum cryptanthum O. E. Schulz
- Erythroxylum cumanense Kunth
- Erythroxylum cuneatum (Miq.) Kurz
- Erythroxylum cuneifolium (Mart.) O. E. Schulz
- Erythroxylum cuspidifolium Mart.
- Erythroxylum cyclophyllum O. E. Schulz
- Erythroxylum daphnites Mart.
- Erythroxylum davidii D' Arcy & Schanen
- Erythroxylum deciduum A. St.-Hil.
- Erythroxylum dekindtii (Engl.) O. E. Schulz
- Erythroxylum delagoense Schinz.
- Erythroxylum densum Rusby
- Erythroxylum dillonii Plowman ex Jara
- Erythroxylum discolor Boj.
- Erythroxylum distortum Mart.
- Erythroxylum divaricatum Peyr.
- Erythroxylum domingense Oviedo
- Erythroxylum dumosum Alain
- Erythroxylum ecarinatum Hochr.
- Erythroxylum echinodendron Ekman ex Urb.
- Erythroxylum elegans H. Baill.
- Erythroxylum ellipticum R. Br. ex Benth.
- Erythroxylum emarginatum Thonn.
- Erythroxylum engleri O. E. Schulz
- Erythroxylum ferrugineum Cav.
- Erythroxylum fimbriatum Peyr.
- Erythroxylum firmum Baker
- Erythroxylum fischeri Engl.
- Erythroxylum flaccidum Salzm. ex Peyr.
- Erythroxylum flavicans A. Borhidi
- Erythroxylum foetidum T. Plowman
- Erythroxylum frangulifolium A. St.-Hil.
- Erythroxylum gaudichaudii Peyr.
- Erythroxylum gentryi Jara
- Erythroxylum gerrardii Baker
- Erythroxylum glaucum O E. Schulz.
- Erythroxylum glaziovii O. E. Schulz
- Erythroxylum gonocladum (Mart.) O. E. Schulz
- Erythroxylum gracile O. E. Schulz
- Erythroxylum gracilipes Peyr.
- Erythroxylum grandifolium Peyr.
- Erythroxylum grisebachii Peyr.
- Erythroxylum guanchezii T. Plowman
- Erythroxylum guatemalense Lundell
- Erythroxylum hamigerum O. E. Schulz
- Erythroxylum haughtii Gentner
- Erythroxylum havanense Jacq.
- Erythroxylum hondense Kunth
- Erythroxylum horridum A. Borhidi & R. Oviedo
- Erythroxylum hypericifolium Lam.
- Erythroxylum hypoleucum T. Plowman
- Erythroxylum impressum O. E. Schulz
- Erythroxylum incrassatum O. E. Schulz
- Erythroxylum jaimei Jara
- Erythroxylum jamaicense Fawcett & Rendle
- Erythroxylum kapplerianum Peyr.
- Erythroxylum kochummenii F. S. P. Ng
- Erythroxylum laetevirens O. E. Schulz
- Erythroxylum lanceolatum (Wight) Walp.
- Erythroxylum lanceum Boj.
- Erythroxylum lancifolium Peyr.
- Erythroxylum laurel Baill.
- Erythroxylum laurifolium Lam.
- Erythroxylum leal-costae T. Plowman
- Erythroxylum leandrianum Payens
- Erythroxylum lenticellosum Huber
- Erythroxylum leptoneurum O. E. Schulz
- Erythroxylum ligustrinum DC.
- Erythroxylum lindemanii T. Plowman
- Erythroxylum lineolatum DC.
- Erythroxylum lofgrenii Diogo
- Erythroxylum longipes O. E. Schulz
- Erythroxylum longisetulosum Loiola & M. F. Sales
- Erythroxylum loretense T. Plowman
- Erythroxylum lygoides O. E. Schulz
- Erythroxylum macrocalyx Mart.
- Erythroxylum macrocarpum O E. Schulz
- Erythroxylum macrochaetum Miq.
- Erythroxylum macrophyllum Cav.
- Erythroxylum magnoliifolium A. St.-Hil.
- Erythroxylum mamacoca C. Martius
- Erythroxylum mangorense H. Perrier
- Erythroxylum mannii Oliv.
- Erythroxylum maracasense T. Plowman
- Erythroxylum martii Peyr.
- Erythroxylum mattos-silvae T. Plowman
- Erythroxylum membranaceum T. Plowman
- Erythroxylum mexicanum Kunth
- Erythroxylum microphyllum A. St.-Hil.
- Erythroxylum mikanii Peyr.
- Erythroxylum minutifolium Griseb.
- Erythroxylum mocquerysii A. DC.
- Erythroxylum mogotense Oviedo
- Erythroxylum monogynum Roxb.
- Erythroxylum moonii Hochr.
- Erythroxylum mucronatum Benth.
- Erythroxylum myrsinites Mart.
- Erythroxylum nelson-rosae T. Plowman
- Erythroxylum nitidulum Baker
- Erythroxylum nitidum Spreng.
- Erythroxylum nobile O. E. Schulz
- Erythroxylum nossibeense Baill.
- Erythroxylum novocaledonicum O. E. Schulz
- Erythroxylum novogranatense (Morris) Hieron.
- Erythroxylum nummularia Peyr.
- Erythroxylum obtusifolium (Wight) Hook. fil.
- Erythroxylum occultum T. Plowman
- Erythroxylum ochranthum Mart.
- Erythroxylum opacum Rusby
- Erythroxylum oreophilum (O. E. Schulz ex Pilger) Steyerm. & Maguire
- Erythroxylum orinocense Klotzsch
- Erythroxylum ovalifolium Peyr.
- Erythroxylum oxycarpum O. E. Schulz
- Erythroxylum oxypetalum O. E. Schulz
- Erythroxylum pachyneurum O. E. Schulz
- Erythroxylum pacificum D. R. Simpson
- Erythroxylum panamense Turcz.
- Erythroxylum paraguariense (Chodat & Hassl.) O. E. Schulz
- Erythroxylum parvistipulatum Peyr.
- Erythroxylum passerinum Mart.
- Erythroxylum patentissimum O. E. Schulz
- Erythroxylum pauciflorum Rusby
- Erythroxylum pauferrense T. Plowman
- Erythroxylum pedicellare (Griseb.) O. E. Schulz
- Erythroxylum pelleterianum A. St.-Hil.
- Erythroxylum pervillei Baill.
- Erythroxylum petrae-caballi T. Plowman
- Erythroxylum pictum E. Mey.
- Erythroxylum platyclados Boj.
- Erythroxylum plowmanianum A. Cogollo P. & J. J. Pipoly
- Erythroxylum plowmanii Amaral
- Erythroxylum polygonoides Mart.
- Erythroxylum popayanense Kunth
- Erythroxylum pringlei Rose
- Erythroxylum pruinosum O. E. Schulz
- Erythroxylum pulchrum A. St.-Hil.
- Erythroxylum pungens O. E. Schulz
- Erythroxylum pyrifolium Baker
- Erythroxylum raimondii O. E. Schulz
- Erythroxylum reticulatum Northrop
- Erythroxylum revolutum Mart.
- Erythroxylum rhodappendiculatum Costa-Lima
- Erythroxylum rignyanum Baill.
- Erythroxylum rimosum O. E. Schulz
- Erythroxylum riparium T. Araújo & Amorim
- Erythroxylum riverae Jara & J. D. García-Gonz.
- Erythroxylum roigii Britton & P. Wils.
- Erythroxylum roraimae Klotzsch
- Erythroxylum rosuliferum O. E. Schulz
- Erythroxylum rotundifolium Lunan
- Erythroxylum rufum Cav.
- Erythroxylum ruizii Peyr.
- Erythroxylum ruryi T. Plowman
- Erythroxylum santosii T. Plowman
- Erythroxylum sarawakanum R. C. K. Chung
- Erythroxylum schliebenii O. E. Schulz
- Erythroxylum schomburgkii Peyr.
- Erythroxylum schunkei T. Plowman
- Erythroxylum sechellarum O. E. Schulz
- Erythroxylum seyrigii H. Perrier
- Erythroxylum shatona Macbride
- Erythroxylum sideroxyloides Lam.
- Erythroxylum simonis T. Plowman
- Erythroxylum sinense Wu
- Erythroxylum sobraleanum Loiola & L. S. Cordeiro
- Erythroxylum socotranum M. Thulin
- Erythroxylum sphaeranthum H. Perrier
- Erythroxylum splendidum T. Plowman
- Erythroxylum spruceanum Peyr.
- Erythroxylum squamatum Sw.
- Erythroxylum stenopetalum Costa-Lima
- Erythroxylum steyermarkii T. Plowman
- Erythroxylum stipulosum T. Plowman
- Erythroxylum striiflorum H. Perrier
- Erythroxylum striolatum O. E. Schulz
- Erythroxylum strobilaceum Peyr.
- Erythroxylum suberosum A. St.-Hil.
- Erythroxylum subglaucescens Mart. ex Peyr.
- Erythroxylum subracemosum Turcz.
- Erythroxylum subrotundum A. St.-Hil.
- Erythroxylum tapacuranum Costa-Lima
- Erythroxylum tenue T. Plowman
- Erythroxylum tianguanum T. Plowman
- Erythroxylum timothei Loiola & M. F. Sales
- Erythroxylum tortuosum Mart.
- Erythroxylum tucuruiense T. Plowman
- Erythroxylum ulei O. E. Schulz
- Erythroxylum umbrosum Costa-Lima & M. Alves
- Erythroxylum umbu Costa-Lima
- Erythroxylum undulatum T. Plowman
- Erythroxylum urbanii O. E. Schulz
- Erythroxylum vaccinifolium Mart.
- Erythroxylum vasquezii T. Plowman
- Erythroxylum vernicosum O. E. Schulz
- Erythroxylum williamsii P. C. Standley ex T. Plowman
- Erythroxylum xerophilum H. Perrier
- Erythroxylum zambesiacum N. Robson
- Erythroxylum zeylanicum O. E. Schulz

Selon NCBI (14 janvier 2020) :
- Erythroxylum acuminatum Ruiz & Pav., 1957
- Erythroxylum affine A.St.-Hil., 1829
- Erythroxylum alaternifolium A.Rich., 1841
- Erythroxylum amplum Benth., 1843
- Erythroxylum andrei Plowman, 1987
- Erythroxylum ayrtonianum Loiola & M.F.Sales, 2012
- Erythroxylum barbatum O.E.Schulz, 1907
- Erythroxylum bradeanum O.E.Schulz, 1933
- Erythroxylum brennae D'Arcy & Schanen, 1975
- Erythroxylum buxus Peyr., 1878
- Erythroxylum campestre A.St.-Hil., 1829
- Erythroxylum campinense Amaral, 1976
- Erythroxylum capitatum Baker, 1889
- Erythroxylum carajasense (Plowman) Costa-Lima, 2018
- Erythroxylum cassinoides Planch. & Linden ex Triana & Planch., 1862
- Erythroxylum catharinense Amaral, 1980
- Erythroxylum cincinnatum Mart., 1840
- Erythroxylum clarense Borhidi, 1977
- Erythroxylum coffeifolium Baill., 1886
- Erythroxylum columbinum Mart., 1840
- Erythroxylum compressum Peyr., 1878
- Erythroxylum cordato-ovatum Huber, 1909
- Erythroxylum coriaceum Britton & P.Wilson, 1920
- Erythroxylum corymbosum Boivin ex Baill., 1886
- Erythroxylum cryptanthum O.E.Schulz, 1907
- Erythroxylum daphnites Mart., 1840
- Erythroxylum discolor Bojer, 1841
- Erythroxylum distortum Mart., 1840
- Erythroxylum divaricatum Peyr., 1878
- Erythroxylum domingense Oviedo, 2003
- Erythroxylum durum S.Moore, 1894
- Erythroxylum elegans Baill., 1886
- Erythroxylum engleri O.E.Schulz, 1907
- Erythroxylum excelsum Glaz., 1905
- Erythroxylum fimbriatum Peyr., 1878
- Erythroxylum firmum Baker, 1884
- Erythroxylum gaudichaudii Peyr., 1878
- Erythroxylum gerrardii Baker, 1883
- Erythroxylum gonoclados (Mart.) O.E.Schulz, 1907
- Erythroxylum grandifolium Peyr., 1878
- Erythroxylum hamigerum O.E.Schulz, 1907
- Erythroxylum hypoleucum Plowman, 1983
- Erythroxylum impressum O.E.Schulz, 1907
- Erythroxylum jamaicense Fawc. & Rendle, 1917
- Erythroxylum laetevirens O.E.Schulz, 1907
- Erythroxylum lanceolatum Walp., 1842
- Erythroxylum lanceum Bojer, 1841
- Erythroxylum lancifolium Peyr., 1878
- Erythroxylum latifolium Burck, 1893
- Erythroxylum laurifolium Lam., 1786
- Erythroxylum leandrianum Payens, 1958
- Erythroxylum lenticellosum Huber, 1909
- Erythroxylum leptoneurum O.E.Schulz, 1907
- Erythroxylum ligustrinum DC., 1824
- Erythroxylum lindemanii Plowman, 1985
- Erythroxylum loefgrenii Diogo, 1923
- Erythroxylum longifolium Lam., 1786
- Erythroxylum loretense Plowman, 1988
- Erythroxylum macrocalyx Mart., 1840
- Erythroxylum macrochaetum Miq., 1850
- Erythroxylum magnoliifolium A.St.-Hil., 1829
- Erythroxylum maracasense Plowman, 1987
- Erythroxylum mattos-silvae Plowman, 1987
- Erythroxylum microphyllum A.St.-Hil., 1829
- Erythroxylum minutifolium Griseb., 1866
- Erythroxylum mocquerysii Aug.DC., 1901
- Erythroxylum mucronatum Benth., 1843
- Erythroxylum myrsinites Mart., 1840
- Erythroxylum nelson-rosae Plowman, 1984
- Erythroxylum nobile O.E.Schulz, 1907
- Erythroxylum nordestinum J.LCosta-Lima, Loiola & M.Alves, 2013
- Erythroxylum nossibeense Baill., 1886
- Erythroxylum nummularia Peyr., 1878
- Erythroxylum obtusifolium Hook.f., 1874
- Erythroxylum ochranthum Mart., 1840
- Erythroxylum oreophilum (O.E.Schulz ex Pilg.) Steyerm. & Maguire, 1967
- Erythroxylum ovalifolium Peyr., 1878
- Erythroxylum oxypetalum O.E.Schulz, 1907
- Erythroxylum passerinum Mart., 1840
- Erythroxylum patentissimum O.E.Schulz, 1907
- Erythroxylum pauciflorum Rusby, 1896
- Erythroxylum pedicellare Erythroxylum alaternifolium var. pedicellare Griseb., 1866
- Erythroxylum pelleterianum A.St.-Hil., 1828
- Erythroxylum pervillei Baill., 1886
- Erythroxylum petrae-caballi Plowman, 1987
- Erythroxylum plowmanii Amaral, 1990
- Erythroxylum polygonoides Mart., 1840
- Erythroxylum popayanense Kunth, 1822
- Erythroxylum pulchrum A.St.-Hil., 1829
- Erythroxylum pungens O.E.Schulz, 1907
- Erythroxylum pyrifolium Baker, 1883
- Erythroxylum revolutum Mart., 1840
- Erythroxylum rignyanum Baill., 1886
- Erythroxylum rimosum O.E.Schulz, 1907
- Erythroxylum riparium T.Araújo & Amorim, 2015
- Erythroxylum roigii Britton & P.Wilson, 1920
- Erythroxylum rosuliferum O.E.Schulz, 1907
- Erythroxylum santosii Plowman, 1987
- Erythroxylum schunkei Plowman, 1984
- Erythroxylum sechellarum O.E.Schulz, 1907
- Erythroxylum seyrigii H.Perrier, 1949
- Erythroxylum simonis Plowman, 1986
- Erythroxylum socotranum Thulin, 1997
- Erythroxylum sphaeranthum H.Perrier, 1949
- Erythroxylum spinescens A.Rich., 1841
- Erythroxylum squamatum Sw., 1788
- Erythroxylum stipulosum Plowman, 1987
- Erythroxylum striiflorum H.Perrier, 1949
- Erythroxylum subracemosum Turcz., 1858
- Erythroxylum substriatum O.E.Schulz, 1907
- Erythroxylum tenue Plowman, 1987
- Erythroxylum testaceum Peyr., 1878
- Erythroxylum tianguanum Plowman, 1986
- Erythroxylum tikalense Lundell, 1971
- Erythroxylum ulei O.E.Schulz, 1907
- Erythroxylum undulatum Plowman, 1982
- Erythroxylum vasquezii Plowman, 1988
- Erythroxylum vernicosum O.E.Schulz, 1907
- Erythroxylum williamsii Standl. ex Plowman, 1982
- Erythroxylum xerophilum H.Perrier, 1949
- Erythroxylum zeylanicum O.E.Schulz, 1907

Selon The Plant List (14 janvier 2020) :
- Erythroxylum acrobeles W.A.Gentner
- Erythroxylum acuminatum Ruiz & Pav.
- Erythroxylum acutum W.A.Gentner
- Erythroxylum affine A.St.-Hil.
- Erythroxylum alaternifolium A.Rich.
- Erythroxylum amazonicum Peyr.
- Erythroxylum ambiguum Peyr.
- Erythroxylum amplifolium Baill.
- Erythroxylum amplum Benth.
- Erythroxylum ampullaceum Baker
- Erythroxylum anceps O.E.Schulz
- Erythroxylum andrei Plowman
- Erythroxylum anguifugum Mart.
- Erythroxylum annamense Tardieu
- Erythroxylum apiculatum Diogo
- Erythroxylum areolatum L.
- Erythroxylum argentinum O.E.Schulz
- Erythroxylum armatum Oviedo & Borhidi
- Erythroxylum arrojadoi O.E.Schulz
- Erythroxylum australe F.Muell.
- Erythroxylum badium O.E.Schulz
- Erythroxylum banaoense Oviedo
- Erythroxylum bangii Rusby
- Erythroxylum baracoense Borhidi
- Erythroxylum barahonense O.E.Schulz & Ekman
- Erythroxylum barbatum O.E.Schulz
- Erythroxylum bequaertii Standl.
- Erythroxylum betulaceum Mart.
- Erythroxylum bezerrae Plowman
- Erythroxylum bicolor O.E.Schulz
- Erythroxylum boinense H.Perrier
- Erythroxylum boivinianum Baill.
- Erythroxylum bradeanum O.E.Schulz
- Erythroxylum brennae D'Arcy & Schanen
- Erythroxylum brevipes DC.
- Erythroxylum buxifolium Lam.
- Erythroxylum buxus Peyr.
- Erythroxylum caatingae Plowman
- Erythroxylum cambodianum Pierre
- Erythroxylum campestre A.St.-Hil.
- Erythroxylum campinense Amaral
- Erythroxylum capitatum Baker
- Erythroxylum carthagenense Jacq.
- Erythroxylum cassinoides Planch. & Linden ex Triana & Planch.
- Erythroxylum cataractarum Spruce ex Peyr.
- Erythroxylum catharinense Amaral
- Erythroxylum cincinnatum Mart.
- Erythroxylum citrifolium A.St.-Hil.
- Erythroxylum clarense Borhidi
- Erythroxylum coca Lam.
- Erythroxylum coelophlebium Mart.
- Erythroxylum columbinum Mart.
- Erythroxylum compressum Peyr.
- Erythroxylum confusum Britton
- Erythroxylum cordato-ovatum Huber
- Erythroxylum coriaceum Britton & P.Wilson
- Erythroxylum corymbosum Boivin ex Baill.
- Erythroxylum couveleense Guillaumin
- Erythroxylum cumanense Kunth
- Erythroxylum cuneatum (Miq.) Kurz
- Erythroxylum cuneifolioides E.W. Berry
- Erythroxylum cuneifolium (Mart.) O.E.Schulz
- Erythroxylum cuspidifolium Mart.
- Erythroxylum cyclophyllum O.E.Schulz
- Erythroxylum daphnites Mart.
- Erythroxylum davidii D'Arcy & Schanen
- Erythroxylum deciduum A.St.-Hil.
- Erythroxylum dekindtii (Engl.) O.E.Schulz
- Erythroxylum delagoense Schinz
- Erythroxylum densum Rusby
- Erythroxylum discolor Bojer
- Erythroxylum distortum Mart.
- Erythroxylum divaricatum Peyr.
- Erythroxylum domingense Oviedo
- Erythroxylum dumosum Alain
- Erythroxylum ecarinatum Hochr.
- Erythroxylum elegans Baill.
- Erythroxylum eligulatum H.Perrier
- Erythroxylum ellipticum R.Br. ex Benth.
- Erythroxylum emarginatum Thonn.
- Erythroxylum engleri O.E.Schulz
- Erythroxylum ferrugineum Cav.
- Erythroxylum fimbriatum Peyr.
- Erythroxylum firmum Baker
- Erythroxylum fischeri Engl.
- Erythroxylum flaccidum Salzm. ex Peyr.
- Erythroxylum flavicans Borhidi
- Erythroxylum foetidum Plowman
- Erythroxylum gaudichaudii Peyr.
- Erythroxylum gerrardii Baker
- Erythroxylum glazioui O.E. Schulz
- Erythroxylum glaziovii O.E.Schulz
- Erythroxylum gonoclados (Mart.) O.E.Schulz
- Erythroxylum gracile O.E.Schulz
- Erythroxylum gracilipes Peyr.
- Erythroxylum grandifolium Peyr.
- Erythroxylum grisebachii Peyr.
- Erythroxylum guanchezii Plowman
- Erythroxylum guatemalense Lundell
- Erythroxylum hamigerum O.E.Schulz
- Erythroxylum haughtii W.A.Gentner
- Erythroxylum havanense Jacq.
- Erythroxylum hildebrandtii O.E.Schulz
- Erythroxylum hondense Kunth
- Erythroxylum horridum Borhidi & Oviedo
- Erythroxylum hypericifolium Lam.
- Erythroxylum hypoleucum Plowman
- Erythroxylum impressum O.E.Schulz
- Erythroxylum incrassatum O.E.Schulz
- Erythroxylum jaimei Jara
- Erythroxylum jamaicense Fawc. & Rendle
- Erythroxylum kapplerianum Peyr.
- Erythroxylum kochummenii Ng
- Erythroxylum laetevirens O.E.Schulz
- Erythroxylum lamprocarpum O.E.Schulz
- Erythroxylum lanceolatum (Wight) Walp.
- Erythroxylum lanceum Bojer
- Erythroxylum lancifolium Peyr.
- Erythroxylum laurel Baill.
- Erythroxylum laurifolium Lam.
- Erythroxylum leal-costae Plowman
- Erythroxylum leandrianum Payens
- Erythroxylum lenticellosum Huber
- Erythroxylum leptoneurum O.E.Schulz
- Erythroxylum ligustrinum DC.
- Erythroxylum lindemanii Plowman
- Erythroxylum lineolatum DC.
- Erythroxylum loefgrenii Diogo
- Erythroxylum longifolium Lam.
- Erythroxylum longipes O.E.Schulz
- Erythroxylum longisetulosum Loiola & M.F.Sales
- Erythroxylum loretense Plowman
- Erythroxylum lygoides O.E.Schulz
- Erythroxylum macrocalyx Mart.
- Erythroxylum macrocarpum O.E.Schulz
- Erythroxylum macrochaetum Miq.
- Erythroxylum macrophyllum Cav.
- Erythroxylum magnoliifolium A.St.-Hil.
- Erythroxylum mamacoca Mart.
- Erythroxylum mangorense H.Perrier
- Erythroxylum mannii Oliv.
- Erythroxylum maracasense Plowman
- Erythroxylum martii Peyr.
- Erythroxylum mattos-silvae Plowman
- Erythroxylum membranaceum Plowman
- Erythroxylum mexicanum Kunth
- Erythroxylum microphyllum A.St.-Hil.
- Erythroxylum mikanii Peyr.
- Erythroxylum minutifolium Griseb.
- Erythroxylum mocquerysii DC.
- Erythroxylum mogotense Oviedo
- Erythroxylum monogynum Roxb.
- Erythroxylum moonii Hochr.
- Erythroxylum mucronatum Benth.
- Erythroxylum myrsinites Mart.
- Erythroxylum myrtoides Bojer
- Erythroxylum nelson-rosae Plowman
- Erythroxylum nitidulum Baker
- Erythroxylum nobile O.E.Schulz
- Erythroxylum nossibeense Baill.
- Erythroxylum novocaledonicum O.E.Schulz
- Erythroxylum novogranatense (D.Morris) Hieron.
- Erythroxylum nummularia Peyr.
- Erythroxylum oblanceolatum Craib
- Erythroxylum obtusifolium (Wight) Hook.f.
- Erythroxylum occultum Plowman
- Erythroxylum ochranthum Mart.
- Erythroxylum opacum Rusby
- Erythroxylum oreophilum (O.E.Schulz ex Pilg.) Steyerm. & Maguire
- Erythroxylum orinocense Kunth
- Erythroxylum ovalifolium Peyr.
- Erythroxylum oxycarpum O.E.Schulz
- Erythroxylum oxypetalum O.E.Schulz
- Erythroxylum pachyneurum O.E.Schulz
- Erythroxylum pacificum D.R.Simpson
- Erythroxylum panamense Turcz.
- Erythroxylum paraguariense (Chodat & Hassl.) O.E.Schulz
- Erythroxylum parvistipulatum Peyr.
- Erythroxylum passerinum Mart.
- Erythroxylum patentissimum O.E.Schulz
- Erythroxylum pauciflorum Rusby
- Erythroxylum pauferrense Plowman
- Erythroxylum pedicellare (Griseb.) O.E.Schulz
- Erythroxylum pelleterianum A.St.-Hil.
- Erythroxylum pervillei Baill.
- Erythroxylum petrae-caballi Plowman
- Erythroxylum peyritschii O.E.Schulz
- Erythroxylum pictum E.Mey. ex Harv. & Sond.
- Erythroxylum platyclados Bojer
- Erythroxylum platycladum Bojer
- Erythroxylum plowmanianum Cogollo & Pipoly
- Erythroxylum plowmanii Amaral
- Erythroxylum polygonoides Mart.
- Erythroxylum popayanense Kunth
- Erythroxylum pruinosum O.E.Schulz
- Erythroxylum pulchrum A.St.-Hil.
- Erythroxylum pungens O.E.Schulz
- Erythroxylum pyrifolium Baker
- Erythroxylum raimondii O.E.Schulz
- Erythroxylum reticulatum Northr.
- Erythroxylum revolutum Mart.
- Erythroxylum rignyanum Baill.
- Erythroxylum rimosum O.E.Schulz
- Erythroxylum roigii Britton & P.Wilson
- Erythroxylum roraimae Klotzsch ex O.E.Schulz
- Erythroxylum rosuliferum O.E.Schulz
- Erythroxylum rotundifolium Lunan
- Erythroxylum rufum Cav.
- Erythroxylum ruizii Peyr.
- Erythroxylum ruryi Plowman
- Erythroxylum santosii Plowman
- Erythroxylum sarawakanum R.C.K.Chung
- Erythroxylum schliebenii O.E.Schulz
- Erythroxylum schomburgkii Peyr.
- Erythroxylum schunkei Plowman
- Erythroxylum sechellarum O.E.Schulz
- Erythroxylum seyrigi H.Perrier
- Erythroxylum shatona J.F.Macbr.
- Erythroxylum sideroxyloides Lam.
- Erythroxylum simonis Plowman
- Erythroxylum sinense Y.C.Wu
- Erythroxylum skutchii Standl.
- Erythroxylum socotranum Thulin
- Erythroxylum sparsiflorum Baker
- Erythroxylum sphaeranthum H.Perrier
- Erythroxylum spinescens A.Rich.
- Erythroxylum splendidum Plowman
- Erythroxylum spruceanum Peyr.
- Erythroxylum squamatum Sw.
- Erythroxylum steyermarkii Plowman
- Erythroxylum stipulosum Plowman
- Erythroxylum striiflorum H.Perrier
- Erythroxylum striolatum O.E.Schulz
- Erythroxylum strobilaceum Peyr.
- Erythroxylum suberosum A.St.-Hil.
- Erythroxylum subglaucescens Mart. ex Peyr.
- Erythroxylum subracemosum Turcz.
- Erythroxylum subrotundum A.St.-Hil.
- Erythroxylum subsessile (Mart.) O.E.Schulz
- Erythroxylum substriatum O.E.Schulz
- Erythroxylum subumbellatum O.E.Schulz
- Erythroxylum tenue Plowman
- Erythroxylum tianguanum Plowman
- Erythroxylum timothei Loiola & M.F.Sales
- Erythroxylum tortuosum Mart.
- Erythroxylum tucuruiense Plowman
- Erythroxylum ulei O.E.Schulz
- Erythroxylum undulatum Plowman
- Erythroxylum urbanii O.E.Schulz
- Erythroxylum vaccinifolium Mart.
- Erythroxylum vaginatum O.E.Schulz
- Erythroxylum vasquezii Plowman
- Erythroxylum vernicosum O.E.Schulz
- Erythroxylum virgultosum Mart.
- Erythroxylum williamsii Standl. ex Plowman
- Erythroxylum xerophilum H.Perrier
- Erythroxylum zambesiacum N.Robson
- Erythroxylum zeylanicum O.E.Schulz

Selon Tropicos (14 janvier 2020) (Attention liste brute contenant possiblement des synonymes) :
- Erythroxylum acranthum Hemsl.
- Erythroxylum acrobeles W.A. Gentner
- Erythroxylum acuminatum Ruiz & Pav.
- Erythroxylum acutifolium Steud. ex Peyr.
- Erythroxylum acutum W.A. Gentner
- Erythroxylum affine A. St.-Hil.
- Erythroxylum alaternifolium A. Rich.
- Erythroxylum albertianum Kuhlm. & W.A. Rodrigues
- Erythroxylum alemquerense Huber
- Erythroxylum alternifolium A. Rich.
- Erythroxylum amazonicum Peyr.
- Erythroxylum ambiguum Peyr.
- Erythroxylum amplifolium Baill.
- Erythroxylum amplum Benth.
- Erythroxylum ampullaceum Baker
- Erythroxylum anceps O.E. Schulz
- Erythroxylum andrei Plowman
- Erythroxylum angelicae Loiola
- Erythroxylum anguifugum Mart.
- Erythroxylum annamense Tardieu
- Erythroxylum apiculatum Diogo
- Erythroxylum areolatum L.
- Erythroxylum argentinum O.E. Schulz
- Erythroxylum aristigerum Peyr.
- Erythroxylum armatum Oviedo & Borhidi
- Erythroxylum arrajodoi O.E. Schulz
- Erythroxylum arrojadoi O.E. Schulz
- Erythroxylum aureolatum L.
- Erythroxylum australe F. Muell.
- Erythroxylum ayrtonianum Loiola & M.F. Sales
- Erythroxylum badium O.E. Schulz
- Erythroxylum bahiense Peyr.
- Erythroxylum banaoense Oviedo
- Erythroxylum bancanum Burck
- Erythroxylum bangii Rusby
- Erythroxylum baracoense Borhidi
- Erythroxylum barahonense O.E. Schulz & Ekman
- Erythroxylum barbatum O.E. Schulz
- Erythroxylum belizense Lundell
- Erythroxylum bequaertii Standl.
- Erythroxylum betulaceum Mart.
- Erythroxylum bezerrae Plowman
- Erythroxylum bicolor O.E. Schulz
- Erythroxylum blanchetii O.E. Schulz
- Erythroxylum boinense H. Perrier
- Erythroxylum boivinianum Baill.
- Erythroxylum bolivianum Burck
- Erythroxylum bongardianum C.A. Mey. ex Peyr.
- Erythroxylum borneense Merr.
- Erythroxylum bradeanum O.E. Schulz
- Erythroxylum brennae D'Arcy & Schanen
- Erythroxylum brevipes DC.
- Erythroxylum brownianum Burtt Davy
- Erythroxylum burmanicum Griff.
- Erythroxylum buxifolium Lam.
- Erythroxylum buxus Peyr.
- Erythroxylum caatingae Plowman
- Erythroxylum caffrum Sond.
- Erythroxylum cambodianum Pierre
- Erythroxylum campestre A. St.-Hil.
- Erythroxylum campinense Amaral
- Erythroxylum capense Stapf
- Erythroxylum capitatum Baker
- Erythroxylum carthagenense Jacq.
- Erythroxylum cassinoides Planch. & Linden ex Triana & Planch.
- Erythroxylum cataractarum Spruce ex Peyr.
- Erythroxylum catharinense Amaral
- Erythroxylum cearense Diogo
- Erythroxylum chiapense Lundell
- Erythroxylum chilpei E. Machado
- Erythroxylum cienaguense E. Machado
- Erythroxylum cincinnatum Mart.
- Erythroxylum citrifolium A. St.-Hil.
- Erythroxylum clarense Borhidi
- Erythroxylum coca Lam.
- Erythroxylum coelophlebium Mart.
- Erythroxylum coffeifolium Baill.
- Erythroxylum cogolloi J. Jara
- Erythroxylum columbinum Mart.
- Erythroxylum comorense Engl.
- Erythroxylum comosum O.E. Schulz
- Erythroxylum compactum Rose
- Erythroxylum compressum Peyr.
- Erythroxylum confusum Britton
- Erythroxylum congolense (S. Moore) E. Phillips
- Erythroxylum congolensis Philip
- Erythroxylum cordato-ovatum Huber
- Erythroxylum coriaceum Britton & P. Wilson
- Erythroxylum cornutum Steud. ex Peyr.
- Erythroxylum corymbosum Boivin ex Baill.
- Erythroxylum costaricense Donn. Sm.
- Erythroxylum cotonifolium A. St.-Hil.
- Erythroxylum couveleense Guillaumin
- Erythroxylum crassipes Baill.
- Erythroxylum cryptanthum O.E. Schulz
- Erythroxylum cuatrecasasii W.A. Gentner
- Erythroxylum cumanense Kunth
- Erythroxylum cuneatum Kurz
- Erythroxylum cuneifolioides E.W. Berry
- Erythroxylum cuneifolium (Mart.) O.E. Schulz
- Erythroxylum cuspidifolium Mart.
- Erythroxylum cyclophyllum O.E. Schulz
- Erythroxylum daphnites Mart.
- Erythroxylum davidii D'Arcy & Schanen
- Erythroxylum deciduum A. St.-Hil.
- Erythroxylum dekindtii (Engl.) O.E. Schulz
- Erythroxylum delagoense Schinz
- Erythroxylum densiflorum Bong. ex O.E. Schulz
- Erythroxylum densinerve O.E. Schulz
- Erythroxylum densum Rusby
- Erythroxylum diciduum A. St.-Hil.
- Erythroxylum dillonii Plowman ex Jara
- Erythroxylum discolor Bojer
- Erythroxylum distortum Mart.
- Erythroxylum divaricatum Peyr.
- Erythroxylum domingense Oviedo
- Erythroxylum dubium C.A. Mey. ex O.E. Schulz
- Erythroxylum duckei Huber
- Erythroxylum dumosum Alain
- Erythroxylum durum S. Moore
- Erythroxylum ecarinatum Hochr.
- Erythroxylum echinodendron Ekman ex O.E. Schulz
- Erythroxylum ectinocalyx Mart.
- Erythroxylum elegans Baill.
- Erythroxylum eligulatum H. Perrier
- Erythroxylum ellipticum Benth.
- Erythroxylum emarginatum Thonn.
- Erythroxylum engleri O.E. Schulz
- Erythroxylum eugenioides Lundell
- Erythroxylum exaltatum Bong. ex Peyr.
- Erythroxylum excelsum Glaz.
- Erythroxylum ferrugineum Cav.
- Erythroxylum ficifolium Peyr.
- Erythroxylum filipes Huber
- Erythroxylum fimbriatum Peyr.
- Erythroxylum firmum Baker
- Erythroxylum fiscalense Standl.
- Erythroxylum fischeri Engl.
- Erythroxylum flaccidum Salzm. ex Peyr.
- Erythroxylum flavicans Borhidi
- Erythroxylum flexuosum O.E. Schulz
- Erythroxylum floribundum Mart.
- Erythroxylum foetidum Plowman
- Erythroxylum frangulifolium A. St.-Hil.
- Erythroxylum gaudichaudii Peyr.
- Erythroxylum gentryi Jara
- Erythroxylum gerrardii Baker
- Erythroxylum glaucocladum Peyr.
- Erythroxylum glaucum O.E. Schulz
- Erythroxylum glazioui O.E. Schulz
- Erythroxylum glaziovii O.E. Schulz
- Erythroxylum gomphioides Planch. & Linden ex Triana & Planch.
- Erythroxylum gonoclados (Mart.) O.E. Schulz
- Erythroxylum goyazense Taub.
- Erythroxylum goyazensis Taub.
- Erythroxylum gracile O.E. Schulz
- Erythroxylum gracilipes Peyr.
- Erythroxylum grandifolium Peyr.
- Erythroxylum grisebachii Peyr.
- Erythroxylum guanchezii Plowman
- Erythroxylum guatemalense Lundell
- Erythroxylum hamigerum O.E. Schulz
- Erythroxylum hardinii E. Machado
- Erythroxylum hasslerianum Chodat
- Erythroxylum haughtii W.A. Gentner
- Erythroxylum havanense Jacq.
- Erythroxylum herzogii O.E. Schulz
- Erythroxylum hildebrandtii O.E. Schulz
- Erythroxylum hondense Kunth
- Erythroxylum horridum Borhidi & M. Oviedo
- Erythroxylum hypericifolium Lam.
- Erythroxylum hypoleucum Plowman
- Erythroxylum impressum O.E. Schulz
- Erythroxylum incrassatum O.E. Schulz
- Erythroxylum indicum Elliot
- Erythroxylum intermedium Peyr.
- Erythroxylum iwahigense Elmer
- Erythroxylum jaimei Jara
- Erythroxylum jamaicense Fawc. & Rendle
- Erythroxylum jossinioides Bojer
- Erythroxylum kapplerianum Peyr.
- Erythroxylum kirkianum O.E. Schulz
- Erythroxylum kochummenii Ng
- Erythroxylum kunthianum A. St.-Hil.
- Erythroxylum laetevirens O.E. Schulz
- Erythroxylum lamprocarpum O.E. Schulz
- Erythroxylum lanceolatum Walp.
- Erythroxylum lanceum Bojer
- Erythroxylum lancifolium Peyr.
- Erythroxylum latifolium Burck
- Erythroxylum laurel Baill.
- Erythroxylum laurifolium Lam.
- Erythroxylum laurinum Planch. & Linden ex Triana & Planch.
- Erythroxylum leal-costae Plowman
- Erythroxylum leandrianum Payens
- Erythroxylum lenticellosum Huber
- Erythroxylum leptoneurum O.E. Schulz
- Erythroxylum ligustrinum DC.
- Erythroxylum lindelieanum Urb.
- Erythroxylum lindemanii Plowman
- Erythroxylum lineolatum DC.
- Erythroxylum loefgrenii Diogo
- Erythroxylum longifolium Cav.
- Erythroxylum longipes O.E. Schulz
- Erythroxylum longisetulosum Loiola & M.F. Sales
- Erythroxylum longistipulatum Burck
- Erythroxylum loretense Plowman
- Erythroxylum lucidum Kunth
- Erythroxylum luculentum J.F. Macbr.
- Erythroxylum lygoides O.E. Schulz
- Erythroxylum macrocalyx Mart.
- Erythroxylum macrocarpum O.E. Schulz
- Erythroxylum macrochaetum Miq.
- Erythroxylum macrocnemium Mart.
- Erythroxylum macrophyllum Cav.
- Erythroxylum magnoliifolium A. St.-Hil.
- Erythroxylum mamacoca Mart.
- Erythroxylum manglilla Poepp. ex Peyr.
- Erythroxylum mangorense H. Perrier
- Erythroxylum mannii Oliv.
- Erythroxylum mapuerae Huber
- Erythroxylum maracasense Plowman
- Erythroxylum martii Peyr.
- Erythroxylum mattos-silvae Plowman
- Erythroxylum membranaceum Plowman
- Erythroxylum mexicanum Kunth
- Erythroxylum micranthum Bong. ex Peyr.
- Erythroxylum microphyllum A. St.-Hil.
- Erythroxylum mikanii Peyr.
- Erythroxylum minutifolium Griseb.
- Erythroxylum mocquerysii Aug. DC.
- Erythroxylum mogotense Oviedo
- Erythroxylum monogynum Roxb.
- Erythroxylum moonii (Moon) Hochr.
- Erythroxylum mucronatum Benth.
- Erythroxylum multiflorum Lundell
- Erythroxylum myrsinites Mart.
- Erythroxylum myrtoides Bojer
- Erythroxylum nanum A. St.-Hil.
- Erythroxylum nelson-rosae Plowman
- Erythroxylum niidum Spreng.
- Erythroxylum nitidulum Baker
- Erythroxylum nitidum Spreng.
- Erythroxylum nobile O.E. Schulz
- Erythroxylum nordestinum Costa-Lima, Loiola & M. Alves
- Erythroxylum nossibeense Baill.
- Erythroxylum novocaledonicum O.E. Schulz
- Erythroxylum novogranatense (D. Morris) Hieron.
- Erythroxylum nummularia Peyr.
- Erythroxylum oblanceolatum Craib
- Erythroxylum obtusifolium Hook. f.
- Erythroxylum obtusum DC.
- Erythroxylum occultum Plowman
- Erythroxylum ochranthum Mart.
- Erythroxylum opacum Rusby
- Erythroxylum oreophilum (O.E. Schulz ex Pilg.) Steyerm. & Maguire
- Erythroxylum orinocense Kunth
- Erythroxylum ovalifolium Peyr.
- Erythroxylum ovatum Cav.
- Erythroxylum oxycarpum O.E. Schulz
- Erythroxylum oxypetalum O.E. Schulz
- Erythroxylum pachyneurum O.E. Schulz
- Erythroxylum pacificum D.R. Simpson
- Erythroxylum pallidum Rose
- Erythroxylum panamense Turcz.
- Erythroxylum paradoxum O.E. Schulz
- Erythroxylum paraense Peyr.
- Erythroxylum paraguariense (Chodat & Hassl.) O.E. Schulz
- Erythroxylum parishii (Hook. f.) ined.
- Erythroxylum parvistipulatum Peyr.
- Erythroxylum passerinum Mart.
- Erythroxylum patens Ruiz ex O.E. Schulz
- Erythroxylum patentissimum O.E. Schulz
- Erythroxylum pauciflorum Rusby
- Erythroxylum pauferrense Plowman
- Erythroxylum pedicellare (Griseb.) O.E. Schulz
- Erythroxylum pelleterianum A. St.-Hil.
- Erythroxylum perpusillum Fern. Casas
- Erythroxylum perrotii A. Chev.
- Erythroxylum pervillei Baill.
- Erythroxylum petiolatum Peyr.
- Erythroxylum petrae-caballi Plowman
- Erythroxylum pictum E. Mey. ex Harv. & Sond.
- Erythroxylum platyclados Bojer
- Erythroxylum platyphyllum Merr.
- Erythroxylum plowmanianum Cogollo & Pipoly
- Erythroxylum plowmanii Amaral
- Erythroxylum polygonoides Mart.
- Erythroxylum popayanense Kunth
- Erythroxylum praecox S. Moore
- Erythroxylum pringlei Rose
- Erythroxylum pruinosum O.E. Schulz
- Erythroxylum pulchellum Engl.
- Erythroxylum pulchrum A. St.-Hil.
- Erythroxylum pungens O.E. Schulz
- Erythroxylum pyrifolium Baker
- Erythroxylum raimondii O.E. Schulz
- Erythroxylum recurrens Huber
- Erythroxylum recurvifolium Baker
- Erythroxylum reticulatum Northr.
- Erythroxylum retusum F.A. Bauer ex Teijsm. & Binn.
- Erythroxylum revolutum Mart.
- Erythroxylum rhodappendiculatum J.L. Costa-Lima
- Erythroxylum richardianum Baill.
- Erythroxylum rigidulum DC.
- Erythroxylum rignyanum Baill.
- Erythroxylum rimosum O.E. Schulz
- Erythroxylum riparium T. Araújo & Amorim
- Erythroxylum riverae Jara & J.D. García-Gonz.
- Erythroxylum roigii Britton & P. Wilson
- Erythroxylum roraimae Klotzsch ex O.E. Schulz
- Erythroxylum rosuliferum O.E. Schulz
- Erythroxylum rotundifolium Lunan
- Erythroxylum rufum Cav.
- Erythroxylum ruizii Peyr.
- Erythroxylum ruryi Plowman
- Erythroxylum salomonense C.T. White
- Erythroxylum santosii Plowman
- Erythroxylum sarawakanum R.C.K. Chung
- Erythroxylum schliebenii O.E. Schulz
- Erythroxylum schomburgkii Peyr.
- Erythroxylum schunkei Plowman
- Erythroxylum sechellarum O.E. Schulz
- Erythroxylum sessiliflorum O.E. Schulz
- Erythroxylum seyrigii H. Perrier
- Erythroxylum shatona J.F. Macbr.
- Erythroxylum sideroxyloides Lam.
- Erythroxylum simonis Plowman
- Erythroxylum sinense Y.C. Wu
- Erythroxylum skutchii Standl.
- Erythroxylum sobraleanum Loiola & L.S. Cordeiro
- Erythroxylum socotranum Thulin
- Erythroxylum sparsiflorum Baker
- Erythroxylum spectabile Bong. ex O.E. Schulz
- Erythroxylum sphaeranthum H. Perrier
- Erythroxylum spinescens A. Rich.
- Erythroxylum splendidum Plowman
- Erythroxylum spruceanum Peyr.
- Erythroxylum squamatum Sw.
- Erythroxylum stenopetalum J.L. Costa-Lima
- Erythroxylum steyermarkii Plowman
- Erythroxylum stipulosum Plowman
- Erythroxylum striiflorum H. Perrier
- Erythroxylum striolatum O.E. Schulz
- Erythroxylum strobilaceum Peyr.
- Erythroxylum suave O.E. Schulz
- Erythroxylum subcordatum DC.
- Erythroxylum suberosum A. St.-Hil.
- Erythroxylum subglaucescens Mart. ex Peyr.
- Erythroxylum subracemosum Turcz.
- Erythroxylum subrotundum A. St.-Hil.
- Erythroxylum subsessile (Mart.) O.E. Schulz
- Erythroxylum substriatum O.E. Schulz
- Erythroxylum subumbellatum O.E. Schulz
- Erythroxylum sumatranum Miq.
- Erythroxylum surinamense Miq.
- Erythroxylum tabascense Britton
- Erythroxylum tapacuranum J.L. Costa-Lima
- Erythroxylum tenue Plowman
- Erythroxylum tessmannii O.E. Schulz
- Erythroxylum testaceum Peyr.
- Erythroxylum tianguanum Plowman
- Erythroxylum tikalense Lundell
- Erythroxylum timothei Loiola & M.F. Sales
- Erythroxylum tortuosum Mart.
- Erythroxylum trinerve Huber
- Erythroxylum trollii O.E. Schulz
- Erythroxylum truxillense Rusby
- Erythroxylum tucuruiense Plowman
- Erythroxylum ulei O.E. Schulz
- Erythroxylum umbrosum Costa-Lima & M. Alves
- Erythroxylum undulatum Plowman
- Erythroxylum uniflorum Rusby
- Erythroxylum urbanii O.E. Schulz
- Erythroxylum utile Saldanha
- Erythroxylum vaccinifolium Mart.
- Erythroxylum vacciniifolium Mart.
- Erythroxylum vaginatum O.E. Schulz
- Erythroxylum vasquezii Plowman
- Erythroxylum venezuelense Steyerm.
- Erythroxylum venosum Rusby
- Erythroxylum vernicosum O.E. Schulz
- Erythroxylum verruculosum O.E. Schulz
- Erythroxylum virgultosum Mart.
- Erythroxylum warmingii Peyr.
- Erythroxylum wightii Voigt
- Erythroxylum williamsii Standl. ex Plowman
- Erythroxylum xerophilum H. Perrier
- Erythroxylum zambesianum N. Robson
- Erythroxylum zehntneri Diogo
- Erythroxylum zeylanicum O.E. Schulz
- Erythroxylum zuluense Schönland
- Erythroxylum ×peyritschii O.E. Schulz